# نسبة مغناطيسية دورانية

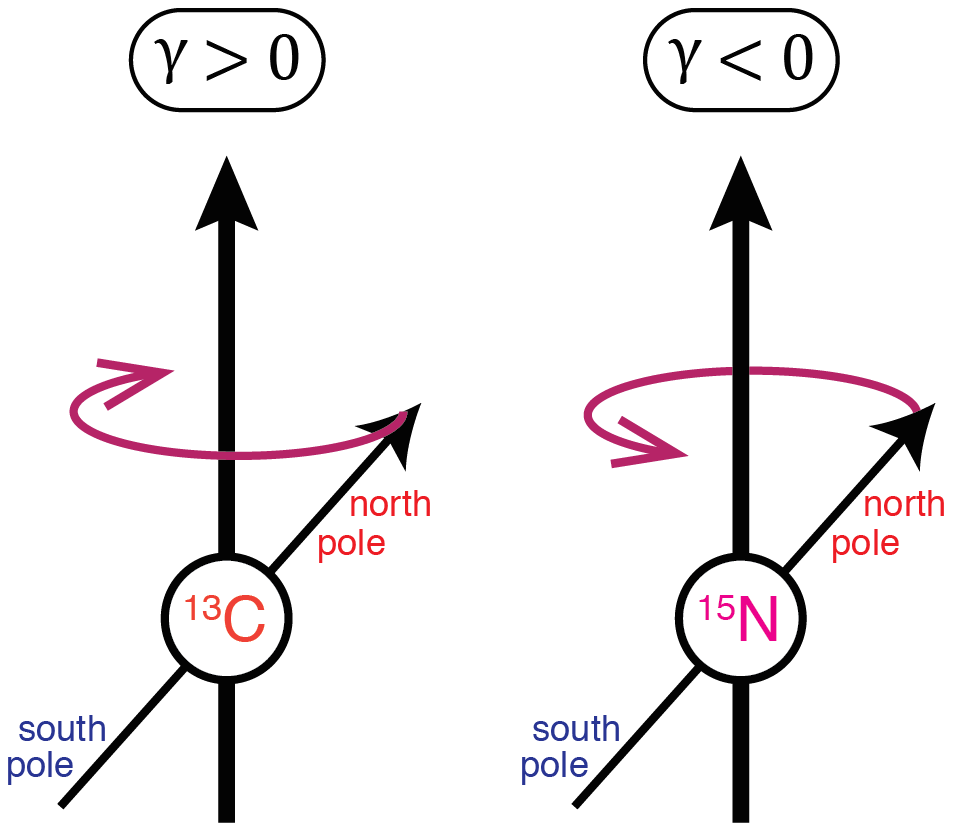

النسبة المغناطيسية الدورانية  في الفيزياء، (بالإنجليزية: gyromagnetic ratio)‏ لجسيم أو لنظام هو نسبة عزمها المغناطيسي إلى زخمها الزاوي (كمية حركته الزاوية) ، وترمز لها عادة بالرمز
γ جاما.
وطبقا لوحدات نظام الوحدات الدولي يعبر عنها راديان في الثانية لكل تسلا (s−1·T -1)
وهي تعادل كولوم/ كيلوجرام (C·kg−1).
ويعبر أحيانا عن النسبة المغناطيسية الدورانية بمعامل ينتسب إليها وهو معامل-g. ولكن معامل-g يختلف عنها بأنه ليست له وحدات وإنما هو مقدار مطلق.

## نسبة المغناطيسية الدورانية وتردد لارمور
{{عن مقالة بدارية لارمور}}
نفترض نظام حر له نسبة مغناطيسية دورانية ثابتة مثل جسم مصمت مشحون أو نواة الذرة أو إلكترون، فعند تسليط مجال مغناطيسي B (بوحدة تسلا) عليه ويكون عزمه المغناطيسي ليس في اتجاه المجال المغناطيسي ، فإن الجسم يبدأ حركة بدارية حول اتجاه المجال (يشابه الجسيم قضيبا مغناطيسيا يميل بزاوية صغيرة عن اتجاه المجل المغناطيسي ويبدأ القضيب المغناطيسي الدوران حول اتجاه المجال المغناطيسي مع الاحتفاظ بالزاوية بينهما ، تلك هي الحركة البدارية). ويكون دوران المحور المغناطيسي للجسيم حول اتجاه المجال المغناطيسي بتردد f (بوحدة هرتز) ومتناسبا مع شدة المجال المغناطيسي الخارجي:
{\displaystyle f={\frac {\gamma }{2\pi }}B}.
لهذا السبب تُعطى قيمة (γ/(2π بوحدة هرتز/ تسلا بدلا عن القيمة γ.
وتلك العلاقة تفسر تغير بين تسميتين متساويتين نسبة مغناطيسية دورانية gyromagnetic ratio ونسبة دورانية مغناطيسية magnetogyric ratio. فبينما هي نسبة خاصية مغناطيسية (عزم مغناطيسي) إلى خاصية دورانية (زخم زاوي) فهي في نفس الوقت نسبة بين بدارية (تردد) ω = 2π f ومجال مغناطيسي.

## نسبة مغناطيسية دورانية لجسم يدور حول محوره
نفترض جسما مشحونا يدور بانتظام حول محوره ، فطبقا لنظريات الديناميكا التقليدية يكون للجسم عزما مغناطيسيا (كقضيب مغناطيس) وفي نفس الوقت له زخم زاوي ناشيئ عن دورانه حول محوره. ويمكن إثبات أن يكون له نسبة مغناطيسية دورانية ، طالما كانت شحنته وكتلته موزعة عليه بالتساوي :
{\displaystyle \gamma ={\frac {q}{2m}}}
حيث:
q شحنة الجسم وm كتلة الجسم.
ونستنبط تلك العلاقة كالآتي:
يكفي لإثبات العلاقة أثبات أنطباقها على حلقة من الجسم رفيعة وقمنا بإجراء التكامل عليها. فإذا افترضنا أن الحلقة لها نصف قطر
r، ومساحة A = πr2، وكتلتها m، وشحنتها q، وزخمها الزاوي L=mvr (حيث v سرعة دورانها)
، فيكون مقدار عزمها المغناطيسي :
{\displaystyle \mu =IA={\frac {qv}{2\pi r}}\times \pi r^{2}={\frac {q}{2m}}\times mvr={\frac {q}{2m}}L}
وهذا ما أردنا إثباتها إذ أن المعادلة تنطبق على جميع حلقات الجسم.

## النسبة المغناطيسية الدورانية للبروتون
بحسب التعريف تكون النسبة المغناطيسية الدورانية ثابت التناسب
{\displaystyle \gamma }
بين العزم المغناطيسي
{\displaystyle {\vec {\mu }}} للجسيم ووعزمه المغزلي {\displaystyle {\vec {S}}} :
{\displaystyle {\vec {\mu }}=\gamma \,{\vec {S}}}
ويختلف الثابت
{\displaystyle \gamma } من بحسب نوع الجسيم سواء كان بروتون أو إلكترون وغيرها.
وتعطى نسبة المغناطيسية الدورانية للبروتون بالثابت:
{\displaystyle \gamma _{\text{Proton}}=2{,}675\,222\,099(70)\cdot 10^{8}\ \mathrm {s} ^{-1}\ {\text{T}}^{-1}\,.}
وهذا هومقدارها الدقيق طبقا لجدول لجنة بيانات العلوم والتكنولوجيا (كوداتا).
ويمكن تعيين نسبة المغناطيسية الدورانية عن طريق قياس تأثير بارنت وتأثير أينشتاين دي هاس.
وتعين نسبة المغناطيسية الدورانية لجسيم مشحون بحاصل ضرب معامل لاندي {\displaystyle g} (وهو عدد مطلق) في المغنطون الخاص بالجسيم مع استخدام ثابت بلانك المخفض طبقا للمعادلة :
{\displaystyle \hbar }:
{\displaystyle \gamma ={\frac {g\,\mu }{\hbar }}\,,\,\mu ={\frac {q\,\hbar }{2\,m}}\,.}

## النسبة المغناطيسية الدورانية للإلكترون الحر
يمتلك الإلكترون الحر زخم زاوي وعزم مغناطيسي ناتجين عن عزمه المغزلي.
وبينما يصور العزم المغزلي للإلكترون أحيانا كلف حول محوره إلا أنه من وجهة ميكانيكا الكم تختلف عن تلك الصورة.

فهو لا يقارن بظواهر تقليدية ، وذلك يتبين من عدم صلاحية العلاقة الكلاسيكية له المذكورة أعلاه :
{\displaystyle \gamma _{\mathrm {e} }={\frac {-e}{2m_{\mathrm {e} }}}g_{\mathrm {e} }=-g_{\mathrm {e} }\mu _{\mathrm {B} }/\hbar ,}
حيث:
μB مغنطون بور.
وكما بينا أعلاه أن الميكانيكا التقليدية تعطينا المعامل {\displaystyle g=1}. ولكن عند استخدام ميكانيكا الكم التي تراعي النظرية النسبية فهي تعطينا العلاقة :
{\displaystyle g_{e}=2(1+{\frac {\alpha }{2\pi }}+\cdots ),}
حيث {\displaystyle \alpha \approx 1/137} ثابت البناء الدقيق.
ويرجع التصحيح البسيط بالنسبة إلى العلاقة المراعية للنظرية النسبية {\displaystyle g=2} يرجع إلى نظرية الحقل الكومومية. وقد عين معامل-g عمليا بدقة تصل دقتها إلى 12 عدد عشري:

{\displaystyle ~g_{\mathrm {e} }=2.0023193043617(15).}
والنسبة المغناطيسية الدورانية للإلكترون كما يعطيها جدول NIST
>NIST.
مع ملاحظة أن جدول المعهد الوطني للمعايير والتكنولوجيا NIST يعطي الكمية بعلامة موجبة من أجل التوافق مع ما يسرد في المقالة من معادلات حيث تعطي علامة سالبة لقيمة النسبة المغناطيسية الدورانية γ. وفي الواقع نجد أن مراجع كثيرة تعطي γ<0 (أي علامتها سالبة) للإلكترون ، وعلى سبيل المثال فقد حسبها وايل وزميله بولتون في كتابه «رنين الإلكترون المغناطيسي المساير» (Electron Paramagnetic Resonance (Wiley 2007 عام 2007 ، صفحة 578 كالآتي:
</ref>
{\displaystyle \gamma _{\mathrm {e} }=-1.760\,859\,770(44)\times 10^{11}\,\mathrm {rad\ s^{-1}T^{-1}} .}
ويتضح من ذلك أن كل من المعامل-g وγ متطابقان بجودة عالية مع النظرية.

## اقرأ أيضا
- ترابط مغزلي مداري
- عدد كم مغزلي
- مطيافية رنين نووي
- ذرة
- مدار ذري
- بدارية لارمور
- مغنطون بور
- مغنطون نووي